# 內佩尼亞區

內佩尼亞區（西班牙語：Distrito de Nepeña），是秘魯的一個區，位於該國北部安卡什大區的桑塔省，面積458.24平方公里，海拔高度144米，2005年人口12,059，人口密度每平方公里26人。